# Instalación de distribución de agua en edificios
El fin de una instalación de suministro de agua es aportar y distribuir el agua a los puntos de consumo dentro de los edificios. Otra función es alimentar el sistema de calentamiento de agua para usos sanitarios. A partir del punto donde se prepara el agua caliente, hay también una red paralela y de características semejantes a la de agua fría, para la distribución de agua caliente.
También se encarga de llevar el agua a las instalaciones que lo requieran: calefacción, refrigeración, protección contra incendios, etc., así como a los grifos de riego de los jardines.
Consiste en una red de conductos que acomete a la red de suministro urbano de aguas y la distribuye mediante conducciones.

## Funcionamiento
Es una red que funciona a presión, que puede venir dada directamente por la red urbana o, cuando es insuficiente, mediante un grupo de presión (o grupo sobreelevador) situado en el propio edificio.

### Presiones de funcionamiento
Se estima que la presión mínima necesaria en el punto más desfavorable (más alto y alejado) de la instalación, ha de ser de unos 50 kPa, presión llamada residual.
También, en la mayoría de los casos, para el buen funcionamiento de los aparatos, debe de haber una presión máxima limitada, por encima de la cual habrá problemas de funcionamiento (goteo de grifos, cisternas de inodoro que no cierran...), que se estima en unos 500 kPa (=5,1 kgf/cm²).

## Partes de la instalación
Para su descripción puede dividirse en tres partes:
- Derivación de piso: Red pequeña de piso o local, que consiste en una serie de tuberías horizontales, que distribuye el agua, dentro de una casa, piso o departamento, a los puntos de consumo, generalmente situados en locales específicos, llamados a menudo cuartos húmedos:[nota 1] cuartos de baño, aseos, cocinas, lavaderos. En ellos tiene los ramales necesarios para alimentar a todos y cada uno de los aparatos sanitarios o electrodomésticos que usen agua.
- Montantes: son las conducciones verticales que llevan las aguas desde la planta baja o sótano a los pisos. El nombre completo tradicional era columna montante, de ahí que normalmente se diga “la montante”, con el artículo en femenino.
- Distribuidores: son las tuberías horizontales que distribuyen el agua de la red urbana, por la parte baja del edificio, hacia las diversas montantes.

### Alimentación a los puntos de consumo
El fin básico de la instalación es alimentar los puntos de consumo de un edificio. Estos puntos están, generalmente, en los llamados cuartos húmedos. Consisten en las griferías de los llamados aparatos sanitarios: lavabo, bañera, bidé, ducha, fregadero, lavadero, inodoro, urinario, vertedero, o electrodomésticos que utilizan agua: lavadora, lavavajillas y a veces frigoríficos (para fabricación de hielo).

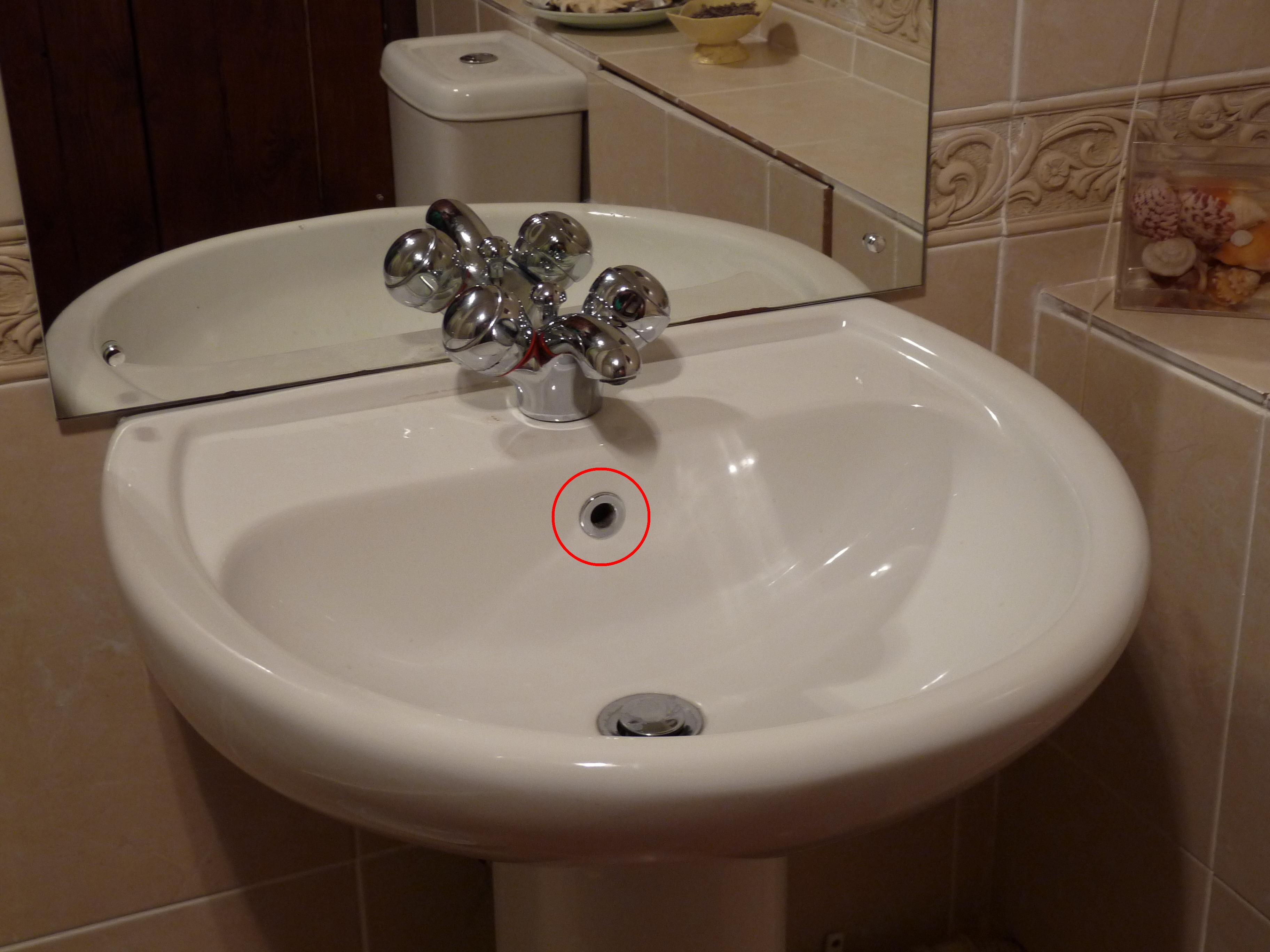
Lavabo
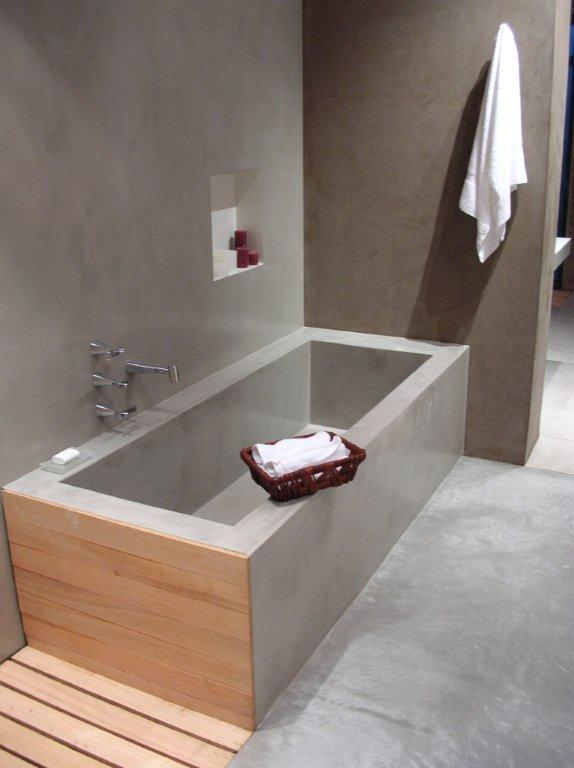
Bañera
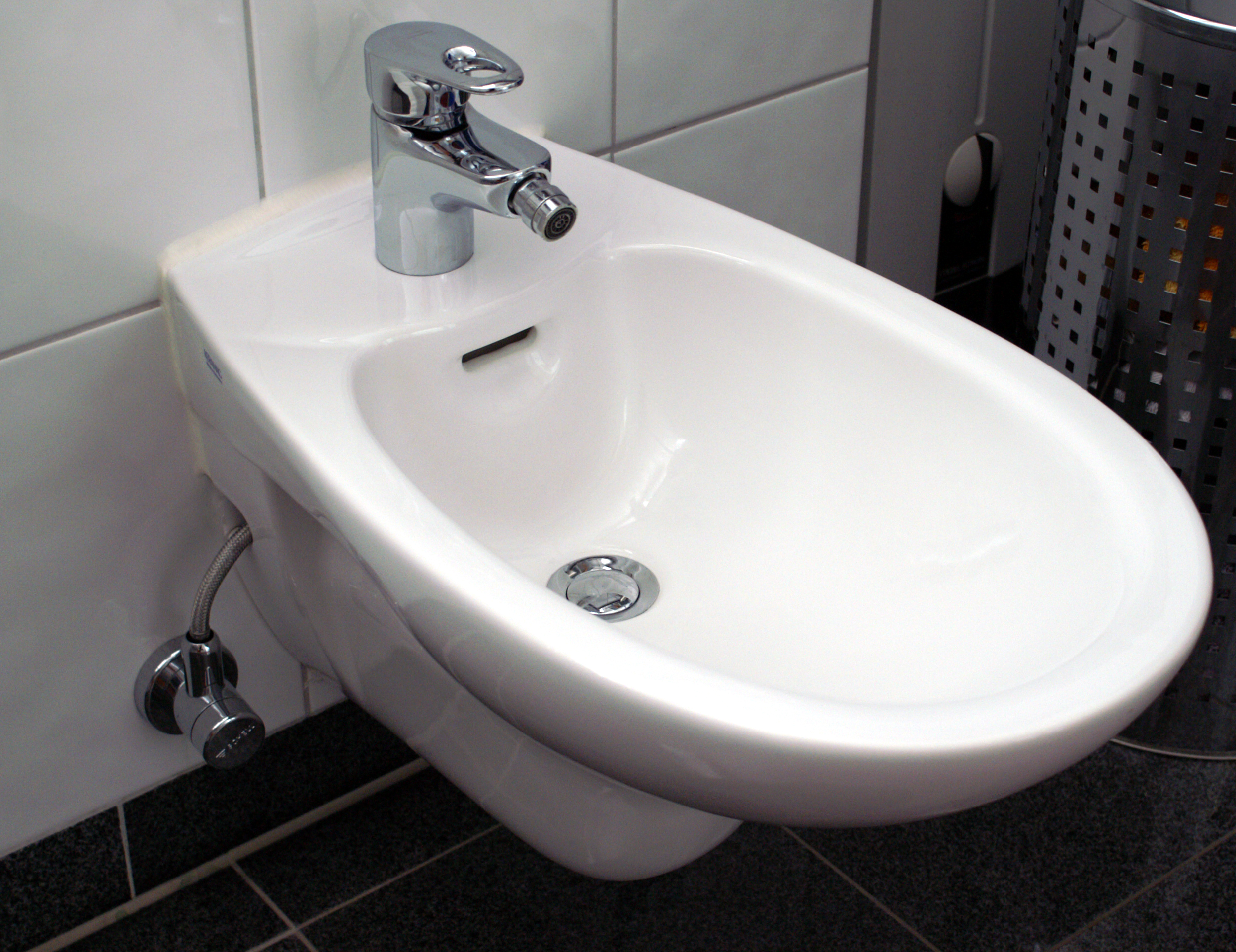
Bidé
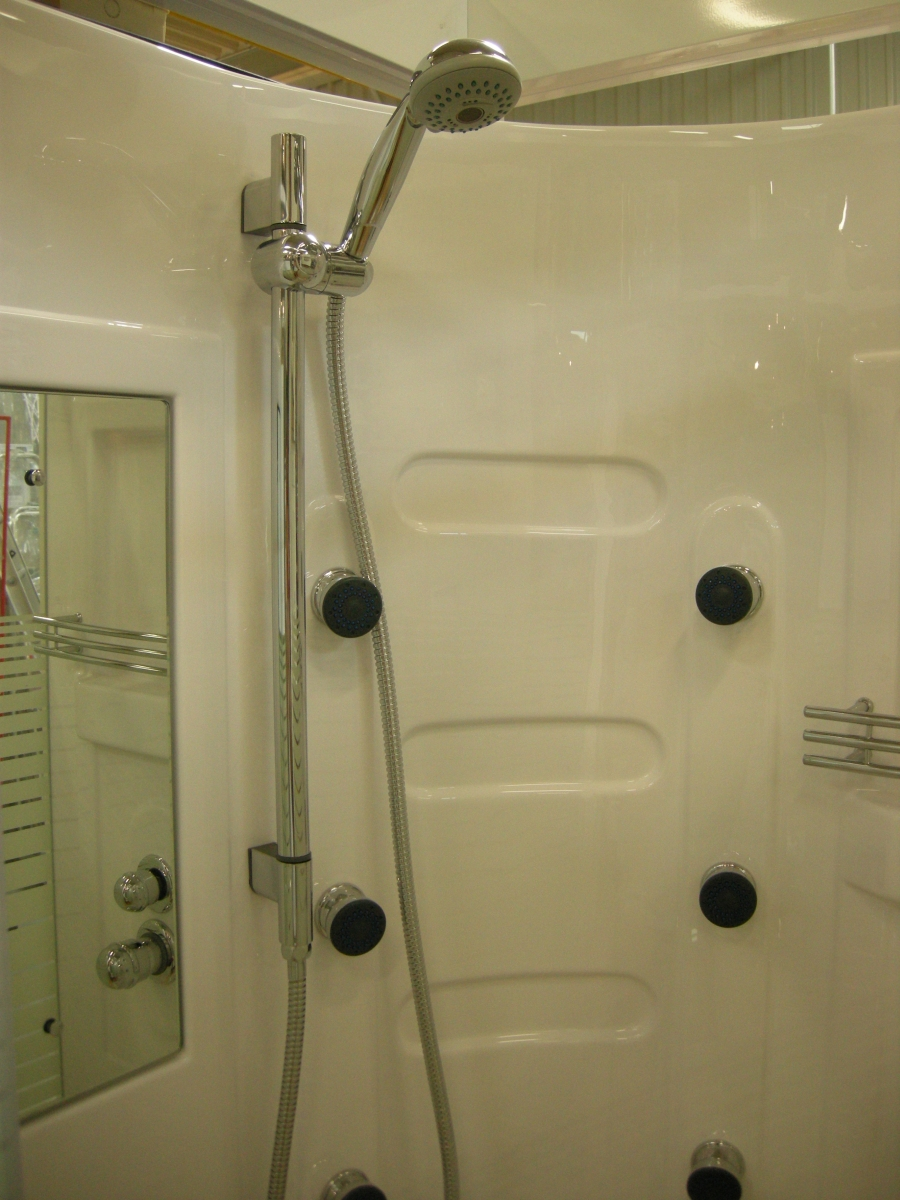
Ducha
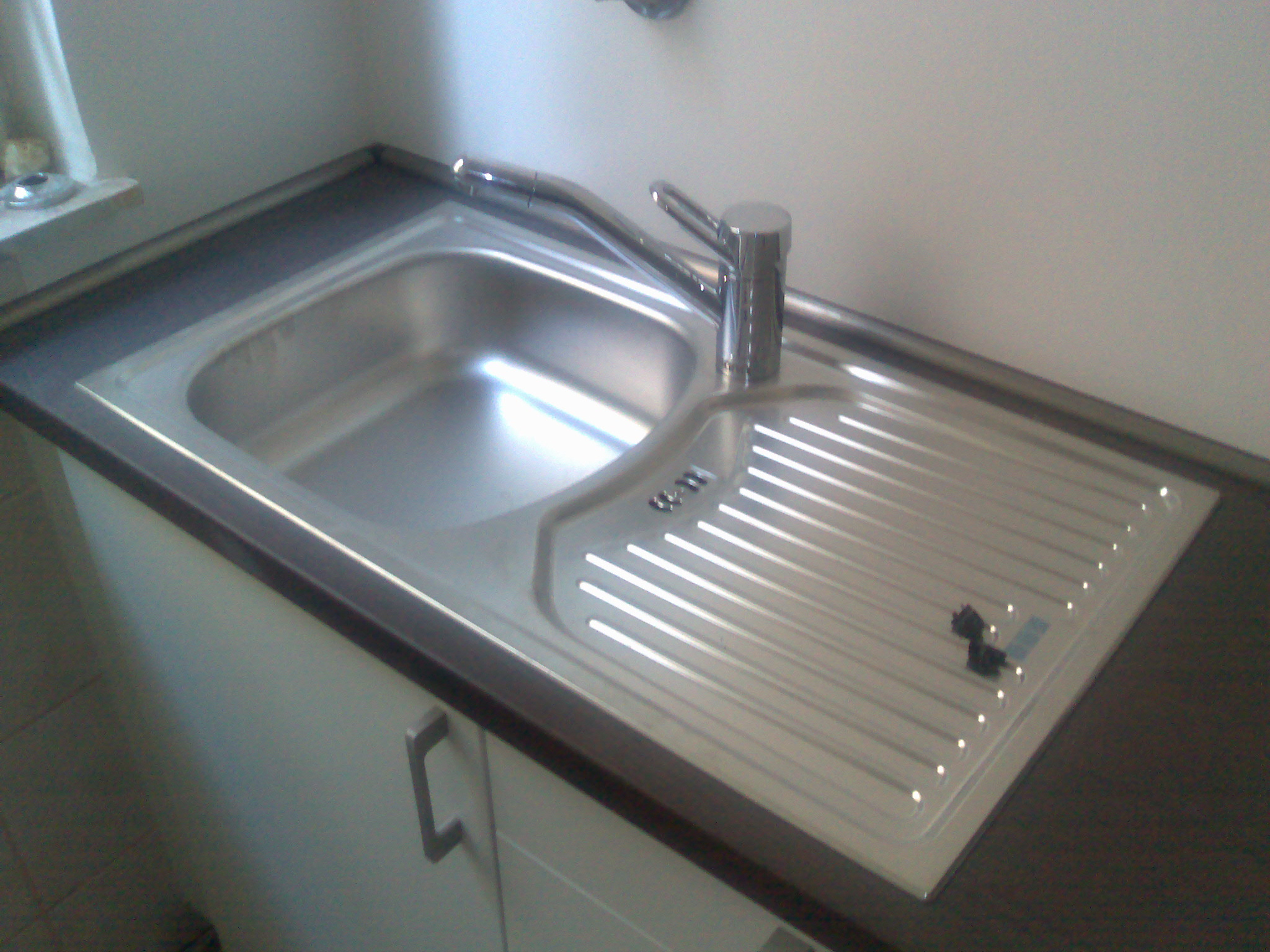
fregadero
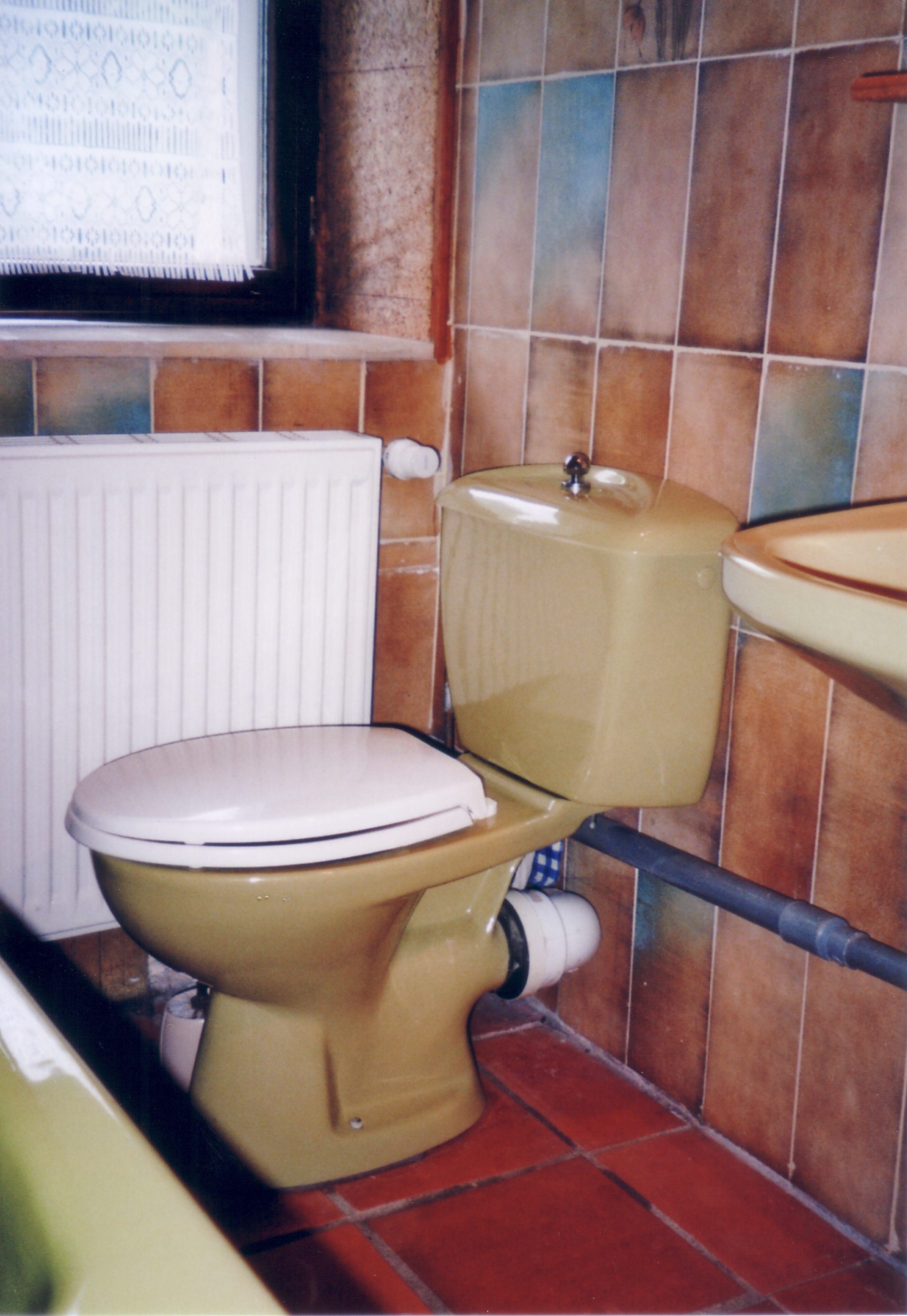
Inodoro

También debe alimentar a los aparatos de calentamiento de agua y a los sistemas de calefacción; cuando sean individuales, porque no hay servicio centralizado, lo harán desde la derivación y si es centralizada, desde el distribuidor. En el caso del agua caliente, si hay preparación solar, que en edificios de vecinos debe ser centralizada, la alimentará desde un distribuidor y, desde el acumulador, el suministro vendrá de esta instalación al acumulador auxiliar (ver energía auxiliar) o a los recalentadores individuales, desde la derivación.
Los seis primeros aparatos (lavabo, bañera, bidé, ducha, fregadero y lavadero) deben tener alimentación de agua fría y caliente, así como la lavadora y el lavavajillas (muy conveniente para ahorro de energía, sobre todo cuando se prepara por sistemas solares). Además de ahorrar energía en el calentamiento, los ciclos de lavado duran menos tiempo, incluso con agua caliente preparada con energías convencionales. Los demás aparatos no requieren más que alimentación de agua fría, lo mismo que los puntos destinados al riego de jardines, terrazas o cocheras.
El ramal que alimenta a cada uno, tanto de agua fría como de caliente, debe disponer de una llave de paso (llave de aparato), para independizarlo de la red cuando tenga mal funcionamiento (pérdidas) o sea necesario hacer reparaciones.

### Derivación de piso
La derivación de piso, o más propiamente, de apartamento, porque en cada piso puede haber varios apartamentos, cada uno con su derivación, arrancan de la montante y llevan el agua a los distintos aparatos. Es conveniente hacerla por la parte superior, cercana al techo, y distribuye el agua a los distintos cuartos húmedos, teniendo cada uno de esos cuartos una llave de paso a la entrada (en realidad dos, una para fría y otra para caliente). Debe de tener un contador a la entrada de cada apartamento y, en caso de producción centralizada de agua caliente, otro para ésta.

### Montantes
Las montantes (o columnas montantes) son las tuberías encargadas de subir el agua a los distintos pisos. En cada piso arrancarán las derivaciones de cada uno de los usuarios, si hay más de uno. En ese punto, debe de haber un contador de agua por cada usuario para medir el consumo realizado y poder facturarlo. Por esta razón, las montantes deben discurrir por un lugar de uso común del edificio (hueco de escalera), para leer el consumo sin necesidad de entrar en la vivienda. Además debe de haber una llave de paso, también accesible desde el exterior, para cortar el suministro en caso de haber una fuga en una vivienda vacía.
- Tramo de presión: El problema que se presenta en este componente de la instalación es la presión de alimentación. Efectivamente, conforme el agua sube, pierde presión (unos 100 kPa por cada 10 metros de altura[nota 3]), de modo que si se quiere que el agua llegue al piso más alto con suficiente presión, debe de haber en el extremo inferior una presión suficiente. Pero también hay que evitar que en los pisos bajos haya un exceso de presión.

Eso quiere decir que, cuando los edificios son altos, habrá que establecer unos tramos en las montantes, tramos de presión, en cuya parte superior debe de haber la presión mínima necesaria y en la inferior la máxima. Teóricamente, el tramo sería de unos 40 m de altura, pero si en la parte inferior de este tramo hubiera los 500 kPa mencionados, cuando el consumo es grande, a lo largo del tramo habrá pérdidas de presión debido al rozamiento, luego no se obtendrá el mínimo necesario en la parte superior. Se estima que la altura conveniente para un tramo de presión es de unos 22...24 m.
Esto significa que habrá que dividir el edificio en tramos en altura y disponer tantas montantes como tramos de presión haya. El primer tramo llegará hasta la altura conveniente (no más de 22...24 m), el segundo hará el mismo recorrido que el primero, pero sin derivaciones hasta el piso inmediatamente superior al último alimentado por el primer tramo y así sucesivamente.
Cada uno de los tramos de presión ha de ser tratado como una instalación independiente. En la entrada de la red al edificio se dispondrá un distribuidor para los tramos necesarios y desde allí, como se ha dicho, serán independientes, tanto los distribuidores como las columnas. Además, habrá que ajustar la presión de cada tramo a la necesaria para su funcionamiento, lo que se logra mediante grupos de presión, válvulas de reducción de presión o sencillamente con la presión de la red urbana, según los casos.
En el arranque de cada columna debe haber una llave de paso, un grifo de vaciado y, es conveniente (algunas normativas lo hacen obligatorio), un dispositivo de retención.
En hoteles y hospitales es muy conveniente que las montantes (así como las bajantes de la instalación de saneamiento) vayan por un patinillo que pueda ser registrable desde los pasillos, de este modo, cuando sea necesario hacer reparaciones, no hará falta obra de albañilería, ruidosa y sucia. Por supuesto, también es buena práctica hacerlo en otro tipo de edificios.

### Acometida, distribuidores generales
A la entrada del agua desde la red de suministro urbana, habrá una arqueta o armario, según los casos, de acometida, en la que se disponen una serie de mecanismos para el control y regulación del sistema.
A continuación de la arqueta, puede haber un local técnico, donde se situarán los sistemas de regulación de presión, si hay necesidad de ellos y del que arrancará el distribuidor general (o los distribuidores a distintas presiones). Si fuera necesario (aguas duras) se instalará también aquí un descalcificador.
Los distribuidores generales son las conducciones encargadas de repartir el agua, desde la arqueta de acometida o, en su caso, desde el local técnico, por la parte baja del edificio, hacia las distintas columnas. Es muy conveniente que los distribuidores vayan por el techo de un sótano, si existe, para que se puedan registrar y reparar cómodamente, así como identificar el punto donde arrancan las distintas montantes, para cerrar las válvulas correspondientes en caso de reparaciones locales.
Como se ha dicho, en caso de que haya más de un tramo de presión en el edificio, habrá tantos distribuidores, paralelos, como tramos.

### Accesorios
Además disponen de varios dispositivos accesorios:

#### Arqueta o armario de acometida
En este lugar se disponen una serie de mecanismos que sirven para controlar o manejar el servicio de suministro; su instalación depende de lo indicado en las normativas de los distintos países. Normalmente son:
- Una llave de paso
- Un filtro
- Una válvula de retención
- En algunos casos un contador general, sobre todo cuando la instalación alimenta a un solo usuario (económicamente hablando): instituciones, edificios de oficinas de una sola empresa...
- Un grifo de comprobación: sirve para comprobar la presión (añadiendo el correspondiente dispositivo medidor) y, en su caso, la exactitud del contador.
- Otra llave de paso.

El conjunto debe disponer también de un sumidero de desagüe conectado a la red de desagüe.
Elementos del armario de acometida

Válvula de retención
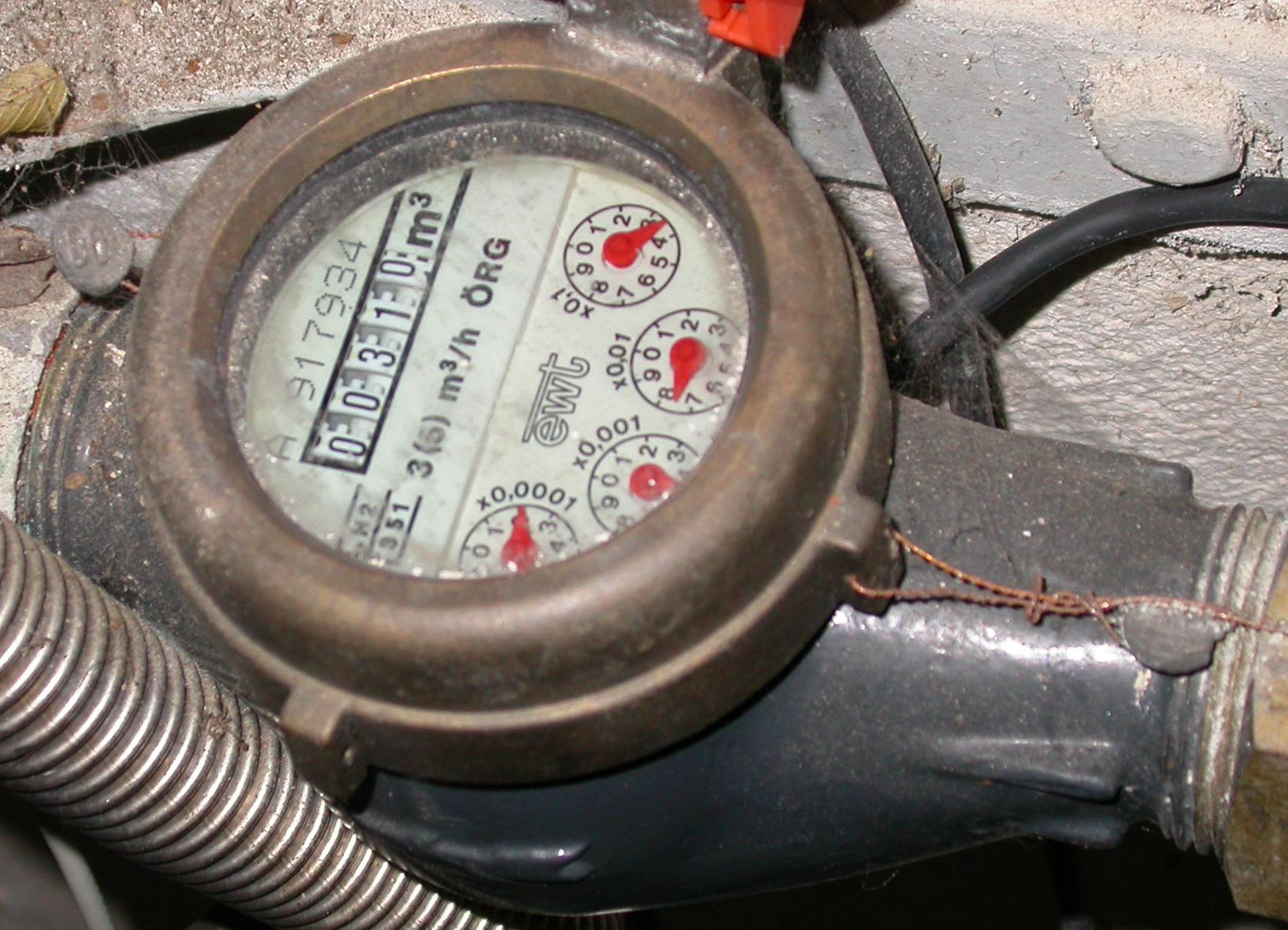
Contador
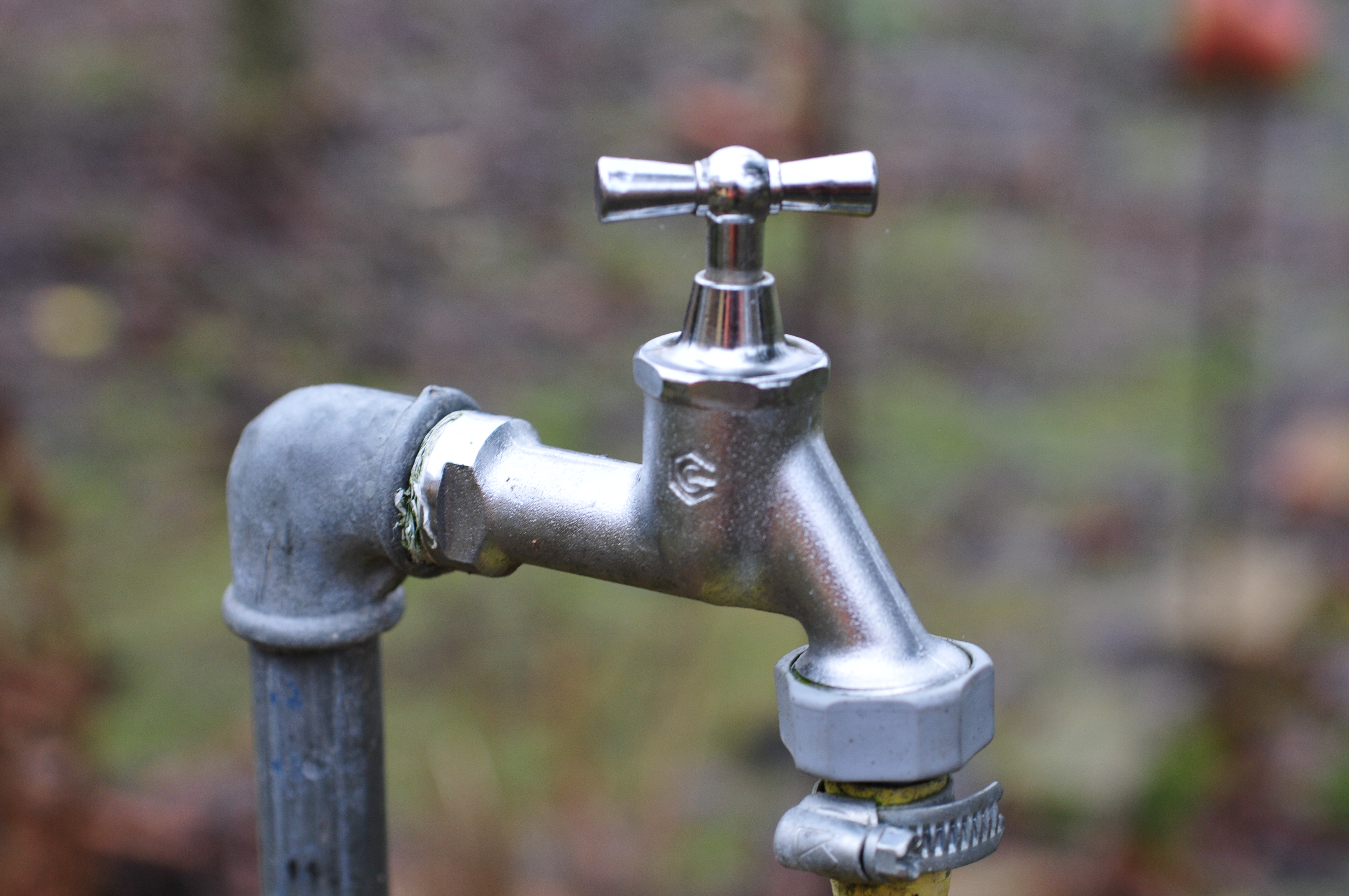
Grifo de comprobación

#### Regulación de la presión

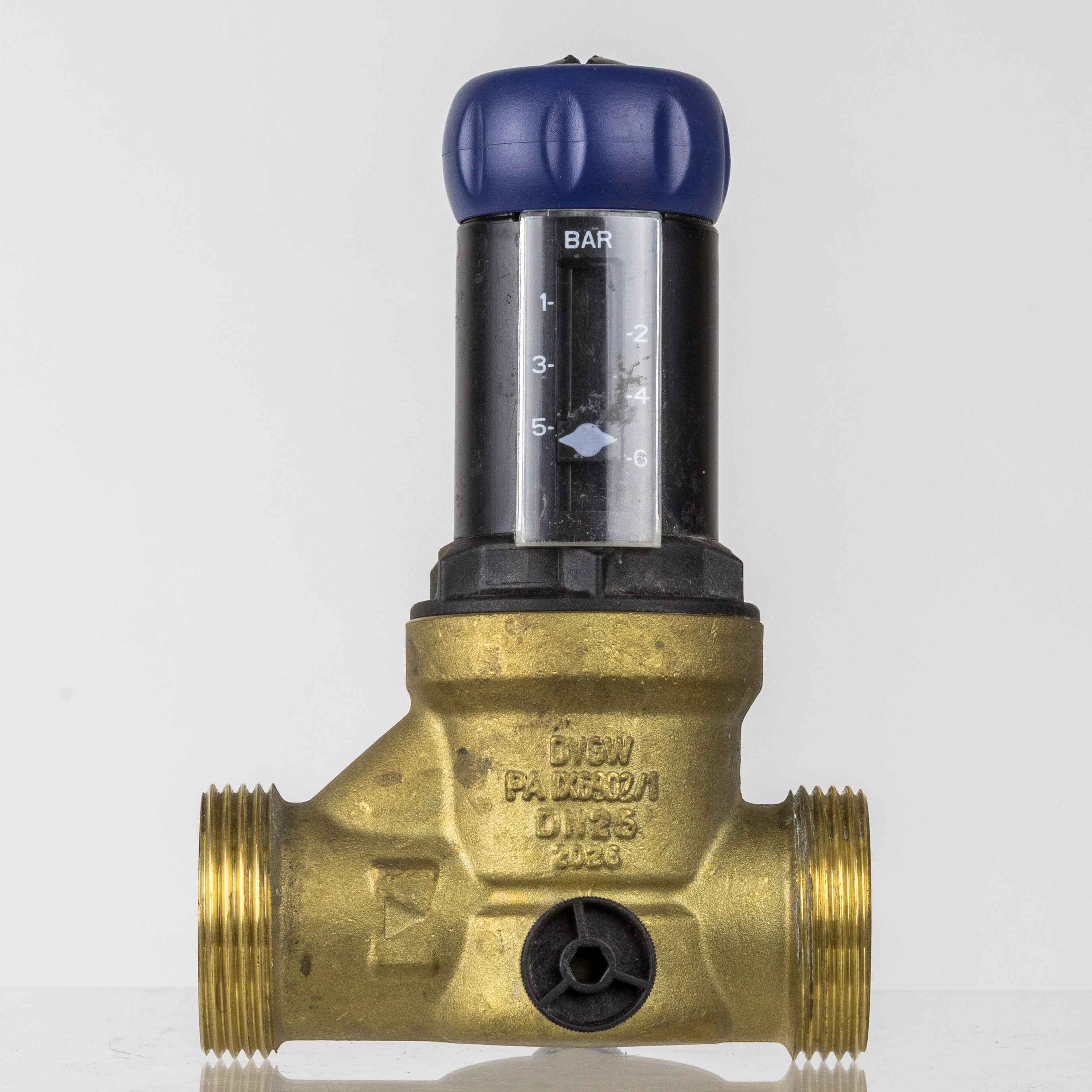
Válvula reductora de presión de agua doméstica. La presión de salida se regula con el volante azul y se indica en la escala vertical.

Los grupos de presión y las válvulas reductoras de presión, son los dispositivos encargados de ajustar la presión a las necesidades de la instalación cuando la de la red urbana no es la adecuada.
- Si la presión es insuficiente, será necesario poner un grupo de presión. Consiste en un depósito cerrado, que a veces se llama autoclave, con un colchón de aire, en el que se introduce agua a presión mediante unas bombas, comprimiendo el aire, que se encargará de dar la presión cuando las bombas estén paradas. Las bombas arrancan cuando la presión es la mínima necesaria (según la distancia al punto más desfavorable) y paran cuando han puesto el depósito a una presión de 100...150 kPa sobre la presión mínima; cuando se utiliza un punto de consumo, saldrá agua del depósito mientras que la presión del colchón de aire esté por encima del valor mínimo; cuando vuelve al valor mínimo se ponen en marcha de nuevo las bombas. Previamente a las bombas hay un depósito, llamado partidor o auxiliar, para evitar que las bombas "chupen" directamente de la red.

En instalaciones grandes, en vez del grupo de presión pueden ponerse bombas de caudal variable, que regulan de modo más ajustado la presión en cada momento.
- Una válvula reductora de presión es un dispositivo que tiene una pérdida de presión variable, conforme sea la presión del fluido de entrada, de modo que a la salida la presión sea menor y siempre la misma. Se emplean cuando la presión de la red es excesiva para los aparatos sanitarios.

#### Contadores de caudal
La mayoría de las normativas nacionales obliga a poner un contador de caudal individual para poder facturar el consumo, pero también como medio disuasorio de consumos inútiles. El contador se pone en cada unidad (económica) de consumo, sea un usuario domiciliario, una oficina o todo un edificio de un solo propietario (un edificio de oficinas de una misma empresa, por ejemplo). El modo más económico, desde el punto de vista de la instalación, es colocarlos en la entrada del local o apartamento al que sirven, tras el comienzo de la derivación individual, en el piso.
En la normativa de algunos países, se ha propiciado la instalación de todos los contadores juntos en un llamado cuarto de contadores y desde ellos una montante individual a cada piso. Es un sistema absurdo, pues la única favorecida es la compañía suministradora (mejora la productividad de los encargados de la lectura pues se leen todos juntos y no hay que ir piso por piso); para los propietarios del edificio todo son inconvenientes: se emplea mucho más material (instalación más cara); las reparaciones de las montantes, juntas en un hueco, son más difíciles (es decir, saldrán más caras); se ocupa un espacio en el edificio absurdamente (tanto en el cuarto de contadores, como el empleado en alojar las montantes). Y la cuestión es ahora menos lógica, porque actualmente se fabrican contadores electrónicos, y un cableado, que ocupa un espacio reducido (mucho menor que el de las montantes múltiples), serviría para llevar las lecturas a un cuadro situado en el piso bajo, cuadro que no requiere un local sino sólo una taca en un muro, o bien una conexión a internet para enviar las lecturas al ordenador central de la compañía una vez al mes.

#### Aparato de descalcificación
Dispositivo que sirve para reducir la dureza del agua. Debe colocarse después de la arqueta de acometida, normalmente en el local técnico, y antes de cualquier sistema de regulación de presión que pueda ser necesario y, por supuesto, antes de la división de la instalación para formar tramos de presión.

## Distribución de ACS
Como se ha dicho, el agua caliente para usos sanitarios (ACS) se distribuye por una red paralela y semejante a la de agua fría, con alguna diferencia. En las instalaciones centralizadas (mucho más económicas de explotación que las individuales) es necesario un sistema de almacenamiento en el local técnico (a menudo llamado cuarto de calderas), con un depósito en el que se prepara (se calienta hasta una temperatura de 60 °C más o menos) el volumen de agua que, estadísticamente se calcula va a consumir durante una hora, en hora punta de consumo. Si hay preparación por calentamiento solar debe de haber otro depósito separado, en el que se almacenará el agua precalentada con los colectores solares, para después pasar al citado, donde se recalentará hasta la temperatura de distribución, mediante un sistema de calentamiento auxiliar.
La otra diferencia de la red es que se requiere una conducción de retorno desde el punto más alejado de la red de ACS hasta el depósito de almacenamiento, con una bomba de recirculación, para evitar que, si alguien abre un grifo alejado, tenga que esperar a que el agua llegue. Esta conducción tendrá una bomba de recirculación o, si es reducida la distancia, podrá estudiarse la posibilidad de que la circulación se haga por termosifón.
Además, como es muy conveniente que esta instalación tenga también contador (y además obligatorio en muchos países), el retorno arrancará desde un punto anterior al contador, evitando que la recirculación se haga a través de él, puesto que en caso contrario, el agua que pase por él se contará y cobrará a precio de agua caliente.
Por supuesto, si la instalación del edificio tiene más de un tramo de presión, la instalación de ACS también se dividirá en el mismo número de tramos y cada una de las divisiones será como una instalación distinta, con sus depósitos de almacenamiento, distribución y tuberías de retorno independientes.
Cuando se trata de sistemas centralizados individuales de preparación, la red discurrirá solamente dentro de la unidad de consumo (vivienda o local) y tras el calentador, sea del tipo que sea, arrancará la red paralela de agua caliente. Según la normativa española, deberá tener tubería de retorno cuando el recorrido desde el depósito hasta el punto más alejado sea mayor de 15 m.

## Construcción
Se utilizan tuberías de cobre y plásticos fundamentalmente. Se han usado de plomo (prohibidas en muchos países por los problemas sanitarios, saturnismo, que pueden dar), y de acero galvanizado (llamada en muchos lugares caña, de donde viene el nombre de cañerías para el conjunto de la instalación) que, a pesar de ser un material muy adecuado ha dejado de usarse por la dificultad de instalación y, aún más de reparación, y porque tienen problemas de corrosión con el agua caliente.
Cuando se trata de tuberías para agua caliente, deben de tener un aislamiento térmico.
Es muy importante que los diámetros sean adecuados, pues si son pequeños, aparte de que la red dará caudales insuficientes en momentos punta de consumo, puede ocurrir el llamado golpe de ariete, cuando se cierra bruscamente una llave o grifo (lo que es fácil con las actuales que cierran con un cuarto de vuelta). La combinación de alta presión con altas velocidades produce una onda en el fluido que llegaba al grifo, que se manifiesta en golpe seco en algún lugar de la instalación (codo o derivación), un auténtico martillazo, que acaba por averiar los conductos al repetirse constantemente. Aparte de prevenir diámetros adecuados (menos velocidad), en instalaciones hechas, el golpe de ariete se soluciona con grifos de cierre lento (llave de asiento) o con dispositivos antiariete, estratégicamente situados, que consisten en un colchón de aire que absorbe la presión de la onda producida.

## Otras soluciones
En muchas localidades, el servicio urbano no tiene caudal suficiente a ciertas horas del día, de modo que es frecuente tener un depósito acumulador en el edificio, a menudo en la cubierta e incluso más arriba, mediante una torreta. Estos depósitos elevados (que en algunos lugares se llaman cambijas), no son nada convenientes pues, calentada por el sol, el agua puede alcanzar en ellos temperaturas superiores a los 20 °C, mínima necesaria para el desarrollo de la legionella. Es más adecuado situar estos depósitos en la parte baja de los edificios, y aún mejor en un sótano o bodega, y utilizar un grupo de presión para elevarla a los pisos.
Estas precauciones valen lo mismo para los casos en que el agua se obtiene de la lluvia y se almacena en un aljibe o cuando se extrae de un pozo mediante una bomba. Se debe impedir por todos los medios que su temperatura suba de 20 °C por lo que se debe acumular en un depósito subterráneo y no se debe subir a un depósito elevado, sino emplear el citado grupo de presión.

## Consumo
El consumo de agua se tiene que ajustar a las costumbres de los inquilinos de la vivienda. En la tabla siguiente se muestra el consumo aproximado de cada elemento, por cada uso de servicio. Ha de tenerse en cuenta que estas cantidades son de agua mezclada, fría con caliente:
| Elementos | Litros    |
| --------- | --------- |
| Lavabo    | 3 a 6     |
| Ducha     | 30 a 50   |
| Bidé      | 5 a 7     |
| Bañera    | 100 a 130 |

## Ahorro de agua

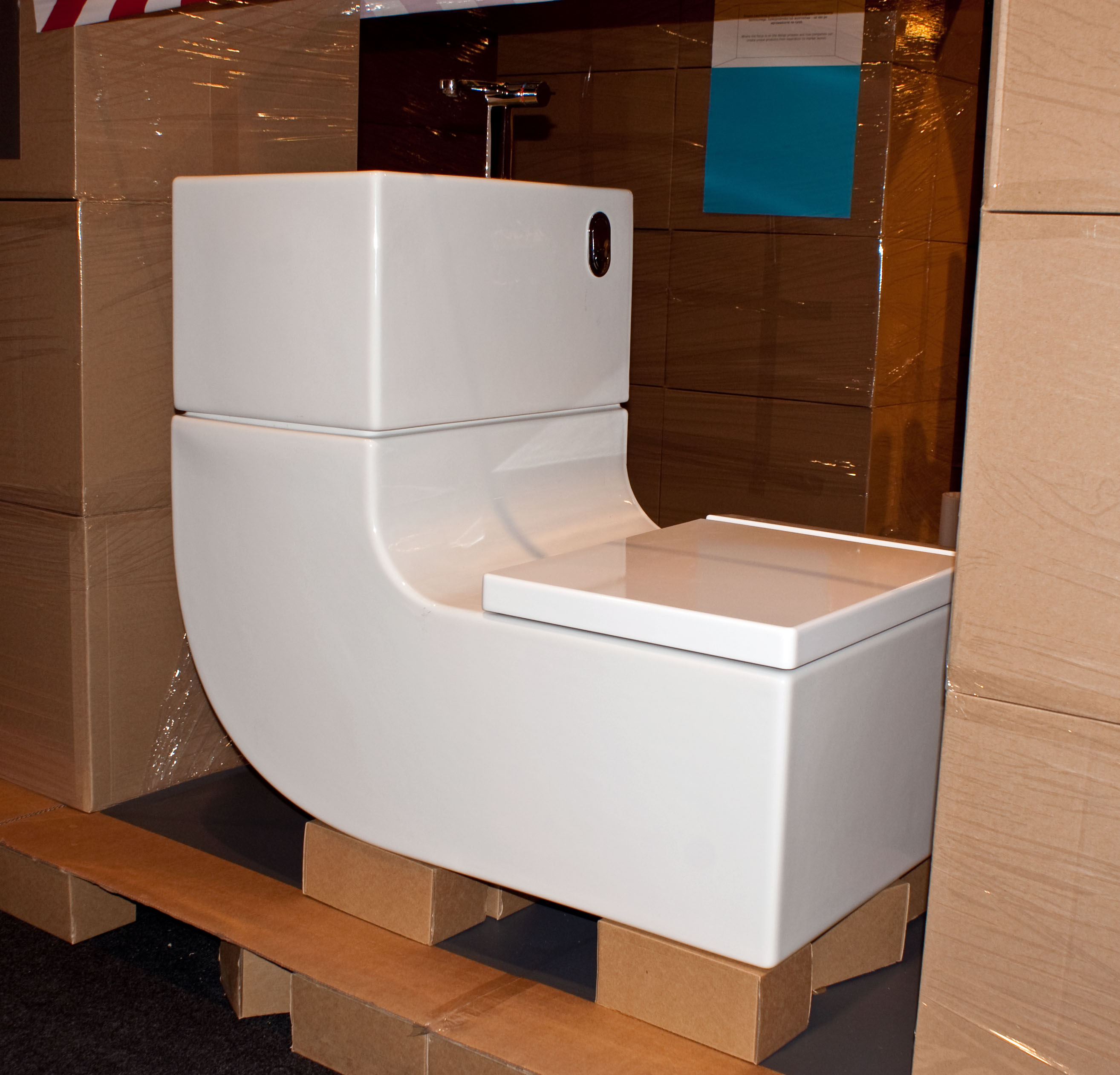
Inodoro+lavabo con llenado de la cisterna desde el lavabo.

Son convenientes los inodoros con dos tipos de descarga: corta (unos tres litros), para aguas menores, y larga (cinco a seis litros), para aguas mayores. El problema es que a menudo el usuario no comprende claramente cómo se activa cada una de ellas cuando se trata de cisternas con botón pequeño. Es más claro cuando se usan teclas grandes (cisternas empotradas).
Otro sistema de ahorro es utilizar el agua del lavabo para rellenar la cisterna del inodoro, de modo que se limpia con agua jabonosa reutilizada, como el inodoro de la figura.
En aseos de uso público se deben emplear grifos temporizados, porque muchos usuarios son poco cuidadosos y no cierran al terminar.
A menudo se aconseja poner un "economizador" en los grifos, que consiste en un dispositivo sencillo, que reduce el paso del agua, creando una pérdida de carga. Pueden funcionar correctamente cuando el suministro es con presión y caudal adecuados, pero ser un inconveniente en algunos casos; por ejemplo cuando se usa un calentador de agua circulante o cuando el agua de la red es muy dura, porque entonces se depositarán las sales y obturarán el dispositivo en poco tiempo.